# Giovanni Simonelli (allenatore)
Giovanni Simonelli, detto Gianni (Nola, 23 ottobre 1952), è un ex calciatore e allenatore di calcio italiano, di ruolo portiere.

## Carriera

### Giocatore
Cresciuto nella Casertana, iniziò a giocare, poco più che ventenne, difendendo i pali della Paganese nel campionato di Serie D 1973-1974. Inizialmente relegato in panchina dall'allenatore Nicola D'Alessio, dalla quarta giornata divenne titolare. In quel campionato rimase imbattuto per 11 gare per un totale di 1041 minuti di porta inviolata.

L'anno successivo fu riconfermato titolare anche dal nuovo allenatore Giancarlo Vitali prima, Gennaro Rambone poi, collezionando 33 presenze a fine campionato, per totali 64 gare di militanza nel club salernitano. Nelle stagioni seguenti, dopo una parentesi alla Casertana, di ritorno alla Paganese è relegato al ruolo di comprimario.
Nel 1978 militò nella Frattese sempre in Serie D.

### Allenatore
Originario di Saviano, ha cominciato la propria carriera nella locale formazione calcistica.
Soprannominato "filosofo" e "professore" per il suo amore per gli studi classici culminati con la laurea in lettere classiche.
i suoi risultati più eclatanti sono state le promozioni in Serie C1 con il Nola (1989-1990) e il Benevento (2007-2008).
Sempre nel 2007-2008 con i sanniti disputò anche la finale di Coppa Italia Lega Pro, uscendo però sconfitto dal doppio confronto con il Bassano Virtus di Ezio Glerean. Ben altra musica nell'edizione successiva (2008-2009) quando, sulla panchina del Sorrento, si aggiudicò il trofeo superando la Cremonese nell'atto conclusivo.
Alla Nocerina, nella stagione 1997-1998, perse la finale dei play-off per la Serie B contro la Ternana. Analoga sorte gli toccò nel 2001-2002, quando a prevalere sul suo Taranto fu il Catania, e nel 2002-2003, al Pisa, contro l'AlbinoLeffe.
Il rapporto negativo di Simonelli (che fu eliminato in semifinale anche nel 2000-2001 quando era all'Ascoli) con gli spareggi-promozione si confermò anche a Sorrento, stagione 2010-2011, dove fu eliminato in semifinale dal Verona nonostante avesse chiuso il torneo al secondo posto.
Nel 2004-05 allenò in Serie B sedendosi sulla panchina del Pescara, ma il campionato si concluse con un'amara retrocessione influenzata anche da un'adeguata mancata sostituzione di Calaiò, ceduto al Napoli nel mercato invernale.
Il 30 novembre dello stesso anno Simonelli fu chiamato sulla panchina del Martina (Serie C1), che disincagliò dai bassifondi della classifica fino a condurlo al 7º posto finale frutto di 33 punti in 21 giornate.
Il 25 novembre 2013 fu nuovamente richiamato dal Sorrento al posto di Luca Chiappino, esonerato dopo la sconfitta contro il Martina Franca. In quel momento, i rossoneri erano al quartultimo posto in Lega Pro Seconda Divisione con 12 punti (3 V, 3 N e 7 S). Sotto la direzione di Simonelli, rimontarono fino al 9º posto, totalizzando 33 punti in 21 partite, ma furono costretti comunque a giocare i play-out a causa del regolamento del campionato di quella stagione, uscendo sconfitti dalla sfida contro l'Arzanese.
Nel novembre del 2016, ritorna dopo 17 anni alla Nocerina subentrando al tecnico Vincenzo Maiuri. Con i rossoneri si piazza al terzo posto del girone H Serie D, vincendo poi i play-off di girone contro il Trastevere, spareggi poi solo onorifici in quanto il club non presenterà poi domanda di ripescaggio in C.
A fine stagione lascia poi il club rossonero.

## Palmarès

### Giocatore

#### Competizioni nazionali
- Serie D: 1

Paganese: 1975-1976

### Allenatore

#### Competizioni nazionali
- Campionato italiano Serie C2: 2

Benevento: 2007-2008
- Coppa Italia Lega Pro: 1

Sorrento: 2008-2009